# 席中星
席中星（1954年—2021年1月），字高明、星云、永星，号清风，别署龙首山居士，男，河北定州人，中国诗人、历史学者，高级教师，中国共产党党员，中华诗词学会会员，甘肃省张掖市作家协会会员，甘肃省张掖市甘州区诗词楹联学会第一、二届副会长，中国工农红军西路军纪念馆研究员，毕业于甘肃广播电视大学汉语言文学专业。

## 生平
1954年7月，出生于今河北省定州市。
席中星曾在张掖六中、张掖农场中学等处任教，在职期间曾与同事共同创办《沙枣花》文学小报，并担任社长和主编。
2016年11月，其与安永香合著的《青山依旧在——中国红西路军西征轶事》由人民日报出版社出版发行。
2021年1月12日早7时，因病去世于张掖，享年66岁。